# Тетте, Абдул Азиз
Абдул Азиз Тетте (англ. Abdul Aziz Tetteh; 25 мая 1990, Дансоман) — ганский футболист, полузащитник польского клуба «Видзев».

## Карьера
Профессиональную карьеру начал в пригороде Аккры, Дансомане, в составе клуба «Либерти Профешионалс». В январе 2008 года перешёл в итальянский «Удинезе», однако за клуб так и не сыграл. С 2008 по 2012 год выступал на правах аренды в различных испанских командах.
С 2012 по 2015 год выступал в Греции.
С 2015 года играл за «Лех» из Познани.
31 января 2018 года перешёл в московское «Динамо».

## Сборная
В феврале 2008 года был вызван Клодом Ле Руа в состав сборной Ганы на отборочный матч Кубка Африки против Нигера, но на поле не выходил.
В марте 2008 года также вызывался в молодёжную сборную, но на поле не выходил.

## Достижения
«Лех»
- Обладатель Суперкубка Польши (2): 2015, 2016